# Adam Lamhamedi
Adam Lamhamedi (ar. آدم لمحمدي, ur. 22 kwietnia 1995 w Quebecu) – kanadyjsko-marokański narciarz alpejski, złoty medalista Zimowych Igrzysk Olimpijskich Młodzieży 2012 w supergigancie, uczestnik Zimowych Igrzysk Olimpijskich 2014. Jest synem Kanadyjki i Marokańczyka.

## Zimowe Igrzyska Olimpijskie Młodzieży 2012
Narciarz reprezentował Maroko na Zimowych Igrzyskach Olimpijskich Młodzieży 2012 odbywających się w austriackim Innsbrucku. Wystartował w konkurencjach: slalom, slalom gigant, supergigant i superkombinacja. W pierwszej z konkurencji ukończył jedynie pierwszy przejazd, w drugiej natomiast nie ukończył żadnego przejazdu. Supergigant ukończył z najlepszym rezultatem i zajął 1. miejsce. W ostatniej konkurencji – superkombinacji – nie ukończył pierwszego przejazdu.
Siedemnastoletni Adam Lamhamedi przeszedł do historii jako pierwszy uczestnik zimowych igrzysk olimpijskich młodzieży, który zdobył złoty medal dla afrykańskiego państwa.

## Zimowe Igrzyska Olimpijskie 2014
Lamhamedi reprezentował Maroko na Zimowych Igrzyskach Olimpijskich 2014 odbywających się w rosyjskim Soczi w slalomie i slalomie gigancie. W pierwszej z konkurencji ukończył jedynie pierwszy przejazd. W drugiej konkurencji – slalomie – zajął 47. miejsce.